# Анновка (Алтинсаринський район)
А́нновка (каз. Аннов) — село у складі Алтинсаринського району Костанайської області Казахстану. Входить до складу Новоалексієвського сільського округу.
Населення —  (2021; 45 у 2009, 264 у 1999,  у 1989).